# Tallinnfilm
Tallinnfilm és l'estudi de cinema més antic d'Estònia que encara funciona. Les pel·lícules produïdes per aquest estudi entre 1944 i 2001 són la major part del patrimoni nacional cinematogràfic, sumant fins a unes 850 obres.
Fou fundat com a Eesti Kultuurfilm (Pel·lícula Cultural Estònia) el 1931 i fou nacionalitzat el 1940 després que Estònia es convertira forçosament en un estat soviètic. Durant el primer any de la companyia nacionalitzada, se li va canviar el nom a Kinokroonika Eesti Stuudio. El 1942 canvià a Kinokroonika Tallinna Stuudio. El 1954 a Kroonikafilmide Tallinna Kinostuudio. El 1974 a Tallinna Kinostuudio. El 1963 canvià a l'actual Tallinnfilm. Durant l'era soviètica fou la principal productora a Estònia, sent Eesti Telefilm l'única competència. Hui en dia l'Institut de Cinema Estoni (Eesti Filmi Instituut) concedeix les llicències als productors de Tallinfilm.
Fins al 2013 ha produït 2766 obres audiovisuals.